# Nicea de Lòcrida
Nicea (en grec antic Νίκαια) era una fortalesa de la Lòcrida Epicnèmida, propera a la costa i al pas de les Termòpiles. Era la primera ciutat dels locris després del riu Alpenos, que era el primer riu després del pas. L'orador Èsquines d'Atenes diu que era un dels llocs que dominava les Termòpiles.
La rendició de Falecos a Nicea, l'any 346 aC, davant Filip II de Macedònia, va donar al rei macedoni el control de les Termòpiles i va posar fi a la Guerra Sagrada. Filip la va conservar un temps però després va donar aquesta ciutat i Magnèsia al tessalis però el 340 aC la va tornar a controlar directament.
Segons Memnó d'Heraclea, els focis van destruir la ciutat i els seus habitants van anar a l'Àsia Menor i van fundar Nicea. Cert això o no, aquesta Nicea es va reconstruir i al segle ii aC va passar a la Lliga Etòlia, perquè va aportar contingents militars a la Guerra Romano-Síria, diuen Polibi i Titus Livi. Més tard, només Estrabó la menciona.
Podria ser el modern castell de Pundonítza.